# Tala Birell
Tala Birell (nacida Natalie Bierle; Bucarest; 10 de septiembre de 1907 – Landstuhl; 17 de febrero de 1958) fue una actriz de cine y teatro nacida en Rumania.

## Primeros años
Birell nació como Natalie Bierle el 10 de septiembre de 1907 en Bucarest, Rumania. Fue la hija del empresario bávaro Karl Bierle y Stefanie von Schaydakowska, que vino de la Galicia austrohúngara.[cita requerida]

## Carrera

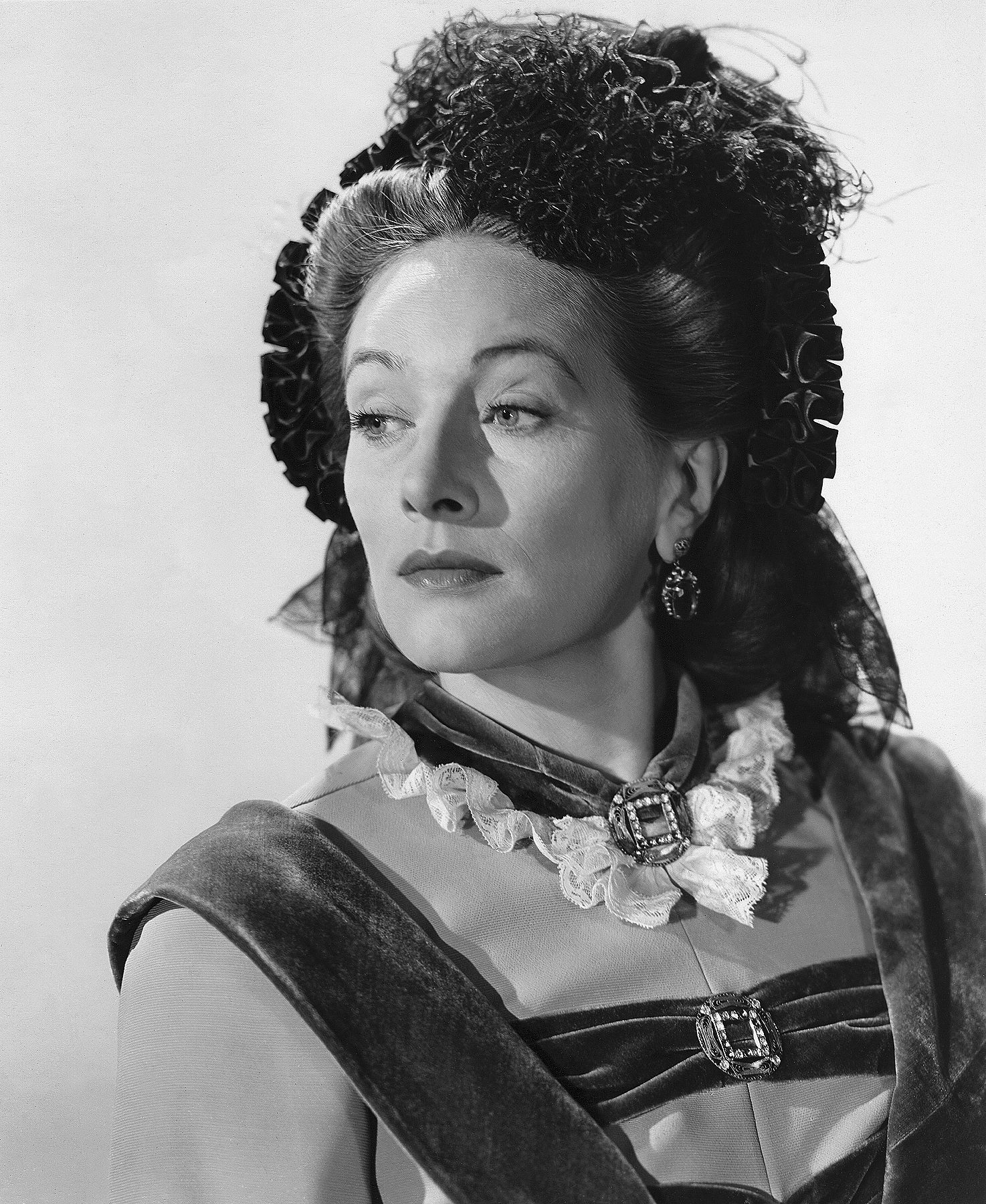
Tala Birell en The Song of Bernadette (1943)

Birell tenía experiencia en el escenario y la pantalla en Viena. Dobló para Marlene Dietrich en películas alemanas.
El Oakland Tribune informó que Birell "hizo su debut en un éxito en una producción berlinesa de Madame Pompadour." Llegó a Inglaterra en 1930 para aparecer en Menschen im Käfig de E. A. Dupont, la versión en alemán de Cape Forlorn, y más tarde fue a Estados Unidos para jugar en la versión alemana de The Boudoir Diplomat. Estrella del escenario en Europa, se hizo popular en las películas estadounidenses, incluyendo un pequeño papel en Bringing Up Baby (1938).
En 1940 apareció en el escenario en My Dear Children en el Teatro Belasco en la ciudad de Nueva York. También apareció en Broadway en Order Please (1934). Una de sus últimas apariciones en cámara fue en la popular serie de televisión de antología de 1953 estadounidense Orient Express en el episodio titulado The Red Sash.
Está enterrada en el pueblo bávaro Marquartstein en una tumba familiar.

## Filmografía
- Man spielt nicht mit der Liebe (1926) .... Papel menor (como Thala Birell)
- Ich habe im Mai von der Liebe geträumt (1927)
- The Deed of Andreas Harmer (1930) .... Othmars Valentin's Gattin
- Menschen im Käfig (1930) .... Eileen Kell
- Liebe auf Befehl (1931) .... Marie-Anne
- My Cousin from Warsaw (1931) .... Lucienne
- Doomed Battalion (1932) .... Maria Di Mai
- Nagana (1933) .... condesa Sandra Lubeska
- Let's Fall in Love (1933) .... Rose Forsell
- The Captain Hates the Sea (1934) .... Gerta Klargi
- Let's Live Tonight (1935) .... condesa Margot de Legere
- Air Hawks (1935) .... Renee Dupont
- Spring Tonic (1935) .... Lola
- Crime and Punishment (1935) .... Antonya Raskolnikov
- The Lone Wolf Returns (1935) .... Liane Mallison
- White Legion (1936) .... Dr. Sterne
- She's Dangerous (1937) .... Stephanie Duval
- As Good as Married (1937) .... princesa Cherry Bouladoff
- Bringing Up Baby (1938) .... Mrs. Lehman
- Invisible Enemy (1938) .... Sandra Kamarov
- Josette (1938) .... Mlle. Josette
- Seven Miles from Alcatraz (1942) .... Baronesa
- One Dangerous Night (1943) .... Sonia Budenny
- China (1943) .... Blonde
- Isle of Forgotten Sins (1943) .... Christine
- Women in Bondage (1943) .... Ruth Bracken
- The Song of Bernadette (1943) .... Madame Leontine Bruat (sin acreditar)
- The Purple Heart (1944) .... Johanna Hartwig
- The Monster Maker (1944) .... Maxine
- Make Your Own Bed (1944) .... Miss Marie Gruber
- Till We Meet Again (1944) .... Mme. Bouchard (sin acreditar)
- Mrs. Parkington (1944) .... Lady Nora Ebbsworth
- Jungle Queen (1945, Serial) .... Dr. Elise Bork
- The Power of the Whistler (1945) .... Constantina Ivaneska
- The Frozen Ghost (1945) .... Valerie Monet
- Girls of the Big House (1945) .... Alma, asesinato confinado
- Dangerous Millions (1946) .... Sonia Bardos
- Philo Vance's Gamble (1947) .... Tina Cromwell
- Philo Vance's Secret Mission (1947) .... Mrs. Elizabeth Phillips
- Song of Love (1947) .... princesa Valerie Hohenfels
- Women in the Night (1948) .... Yvette Aubert
- Homicide for Three (1948) .... Rita Brown
- Flash Gordon (1955, serie de television) .... reina de Cygini (aparición final)